# The Voice Kids (seizoen 5)
Het vijfde seizoen van The Voice Kids, een Nederlandse talentenjacht, werd van 5 februari 2016 tot en met 1 april 2016 uitgezonden door RTL 4. De presentatie lag ook dit seizoen weer in handen van Martijn Krabbé en Wendy van Dijk. De coaching van de kandidaten was dit seizoen anders dan in seizoenen 1 t/m 4. Dit seizoen was de coaching in handen van Ali B, Ilse DeLange en Marco Borsato. Deelname stond open voor kinderen in de leeftijd van acht tot en met veertien jaar.

## Selectieproces

### The Blind Auditions
Tijdens de liveshow van het vorige seizoen maakte RTL 4 bekend dat er een vijfde seizoen kwam en dat de aanmelding was geopend. Daarna werden in de maanden mei en juni van 2015 produceraudities gehouden. De "Blind Auditions" vonden daarna plaats in eind juni 2015 in studio 24.

### The Battle
The Battles werden gehouden in SugarCity. De opnames vonden plaats in september 2015.

### The Sing Off
De Sing Off werden ook gehouden in SugarCity.

### LIVE Finale
De LIVE Finale werd gehouden in Studio 22 op 1 april 2016, die gewonnen werd door Esmée Schreurs uit Team Ilse.

## The Blind Auditions
De deelnemers starten in de "blinde" auditie: De coaches zitten met hun rug naar het podium, zodat ze de kandidaten alleen kunnen beoordelen op basis van hun stem. Indien een jurylid enthousiast is over een deelnemer, drukt het jurylid op een knop waardoor diens stoel omdraait. Wanneer meerdere juryleden dit doen, bepaalt de kandidaat bij welke coach hij of zij neemt.

## The Battle
Legenda:
| Coach         | Battle | Kandidaat 1  | Kandidaat 2 | Kandidaat 3 | Liedje                                                   |
| ------------- | ------ | ------------ | ----------- | ----------- | -------------------------------------------------------- |
|               |        |              |             |             |                                                          |
| Ali B         | 1      | Alexander    | Beau        | Gemario     | "Wat Zou Je Doen" (Marco Borsato & Ali B)                |
| Ali B         | 2      | Claire       | Imani       | June        | "Like I'm Gonna Lose You" (Meghan Trainor & John Legend) |
| Ali B         | 3      | Des'ray      | Maurice     | Valena      | "Monster" (Rihanna & Eminem)                             |
| Ali B         | 4      | Jaylienne    | Rilona      | Sezina      | "The Shoop Shoop Song" (Cher)                            |
| Ali B         | 5      | Lesley       | Meslissa    | Zakaria     | "Vision Of Love" (Mariah Carey)                          |
|               |        |              |             |             |                                                          |
| Ilse DeLange  | 1      | Anna         | Isabelle    | Pien        | "Dream A Little Dream" (The Mamas And The Papas)         |
| Ilse DeLange  | 2      | Britt        | Diego       | Roos        | "Firestone" (Kygo)                                       |
| Ilse DeLange  | 3      | Britt        | Ilya        | Yoni        | "Heroes" (Alesso & Tove Lo)                              |
| Ilse DeLange  | 4      | Esmée        | Marise      | Maya        | "Flashlight" (Jessie J.)                                 |
| Ilse DeLange  | 5      | Jaco         | Jesse       | Mannus      | "Drive By" (Train)                                       |
|               |        |              |             |             |                                                          |
| Marco Borsato | 1      | Alyssa       | Charlotte   | Job         | "Want To Want Me" (Jason Derulo)                         |
| Marco Borsato | 2      | Anouk        | Bodine      | Lois        | "Born This Way" (Lady Gaga)                              |
| Marco Borsato | 3      | Bram         | Julie       | Kwint       | "Demons" (Imagine Dragons)                               |
| Marco Borsato | 4      | Isabel       | Maaike      | Selenay     | "Let It Go" (James Bay)                                  |
| Marco Borsato | 5      | Jada & Senna | Lindsey     | Sammie      | "Break Free" (Ariana Grande)                             |
|               |        |              |             |             |                                                          |

## The Sing-off
Legenda:
| Coach         | # | Kandidaat | Liedje                                                |
| ------------- | - | --------- | ----------------------------------------------------- |
|               |   |           |                                                       |
| Ali B         | 1 | Alexander | "Sexy Als Ik Dans" (Nielson)                          |
| Ali B         | 2 | Des'ray   | "Knock You Down" (Keri Hilson)                        |
| Ali B         | 3 | Imani     | "Warrior" (Demi Lovato)                               |
| Ali B         | 4 | Rilona    | "I Will Follow Him" (Sister Act)                      |
| Ali B         | 5 | Zakaria   | Halo (Beyoncé)                                        |
|               |   |           |                                                       |
| Ilse DeLange  | 1 | Britt     | "Hungry" (Dotan)                                      |
| Ilse DeLange  | 2 | Britt     | "Lights" (Ellie Goulding)                             |
| Ilse DeLange  | 3 | Esmée     | "Afscheid" (Glennis Grace)                            |
| Ilse DeLange  | 4 | Isabelle  | "Hold Back The River" (James Bay)                     |
| Ilse DeLange  | 5 | Jaco      | "So Lonely" (The Police)                              |
|               |   |           |                                                       |
| Marco Borsato | 1 | Bodine    | "When Love Takes Over" (David Guetta & Kelly Rowland) |
| Marco Borsato | 2 | Charlotte | "Somewhere Only We Know" (Keane)                      |
| Marco Borsato | 3 | Julie     | "Papaoutai" (Stromae)                                 |
| Marco Borsato | 4 | Sammie    | "Strong" (London Grammar)                             |
| Marco Borsato | 5 | Selenay   | "I Will Always Love You" (Whitney Houston)            |
|               |   |           |                                                       |

## De Finale

### De Top 6
Legenda:
| Coach         | # | Kandidaat | Liedje                                  |
| ------------- | - | --------- | --------------------------------------- |
|               |   |           |                                         |
| Ali B         | 1 | Alexander | "Niemand" (Mr. Polska & Ronnie Flex)    |
| Ali B         | 2 | Imani     | "When We Were Young" (Adele)            |
|               |   |           |                                         |
| Ilse Delange  | 1 | Esmée     | "Kon Ik Maar Even Bij Je Zijn" (Gordon) |
| Ilse Delange  | 2 | Jaco      | "Adventure Of A Lifetime" (Coldplay)    |
|               |   |           |                                         |
| Marco Borsato | 1 | Bodine    | "In The Night" (The Weeknd)             |
| Marco Borsato | 2 | Selenay   | "Hold On, We're Going Home" (Drake)     |
|               |   |           |                                         |

### De Top 3
Legenda:
| Coach         | # | Kandidaat | Liedje                                |
| ------------- | - | --------- | ------------------------------------- |
|               |   |           |                                       |
| Ali B         | 1 | Imani     | "Hello" (Lionel Richie)               |
|               |   |           |                                       |
| Ilse DeLange  | 1 | Esmée     | "A Moment Like This" (Kelly Clarkson) |
|               |   |           |                                       |
| Marco Borsato | 1 | Selenay   | "Runnin" (Naughty Boy & Beyoncé)      |
|               |   |           |                                       |